# Пулий (трибун 248 пр.н.е.)
Пулий (Pullius) е политик на Римската република през 3 век пр.н.е. Произлиза от плебейската фамилия Пулии.
През 248 пр.н.е. той е народен трибун с колега Гай Фунданий Фундул. Консули са Гай Аврелий Кота и Публий Сервилий Гемин. Рим сключва с Хиерон II от Сиракуза мирен договор.